# Thugny-Trugny

Thugny-Trugny este o comună în departamentul Ardennes din nordul Franței. În 1 ianuarie 2022 avea o populație de 248 de locuitori.